# Joo Min-Jin
Joo Min-Jin (n. 1 august 1983, Seul, Coreea de Sud) este o sportivă ce a reprezentat Coreea de Sud, medaliată olimpică. A participat la o ediție a Jocurilor Olimpice (2002) în care a câștigat o medalie de aur.

## Participări
Lista de mai jos prezintă principalele competiții la care a participat Joo Min-Jin de-a lungul carierei.
- short track speed skating at the 2002 Winter Olympics – women's 3000 metre relay[*]